# Rio José Pedro
Rio José Pedro är ett vattendrag i Brasilien.   Det ligger i delstaten Minas Gerais, i den sydöstra delen av landet, 800 km sydost om huvudstaden Brasília.
Omgivningarna runt Rio José Pedro är huvudsakligen savann. Runt Rio José Pedro är det glesbefolkat, med 8 invånare per kvadratkilometer.